# Georg Flegel

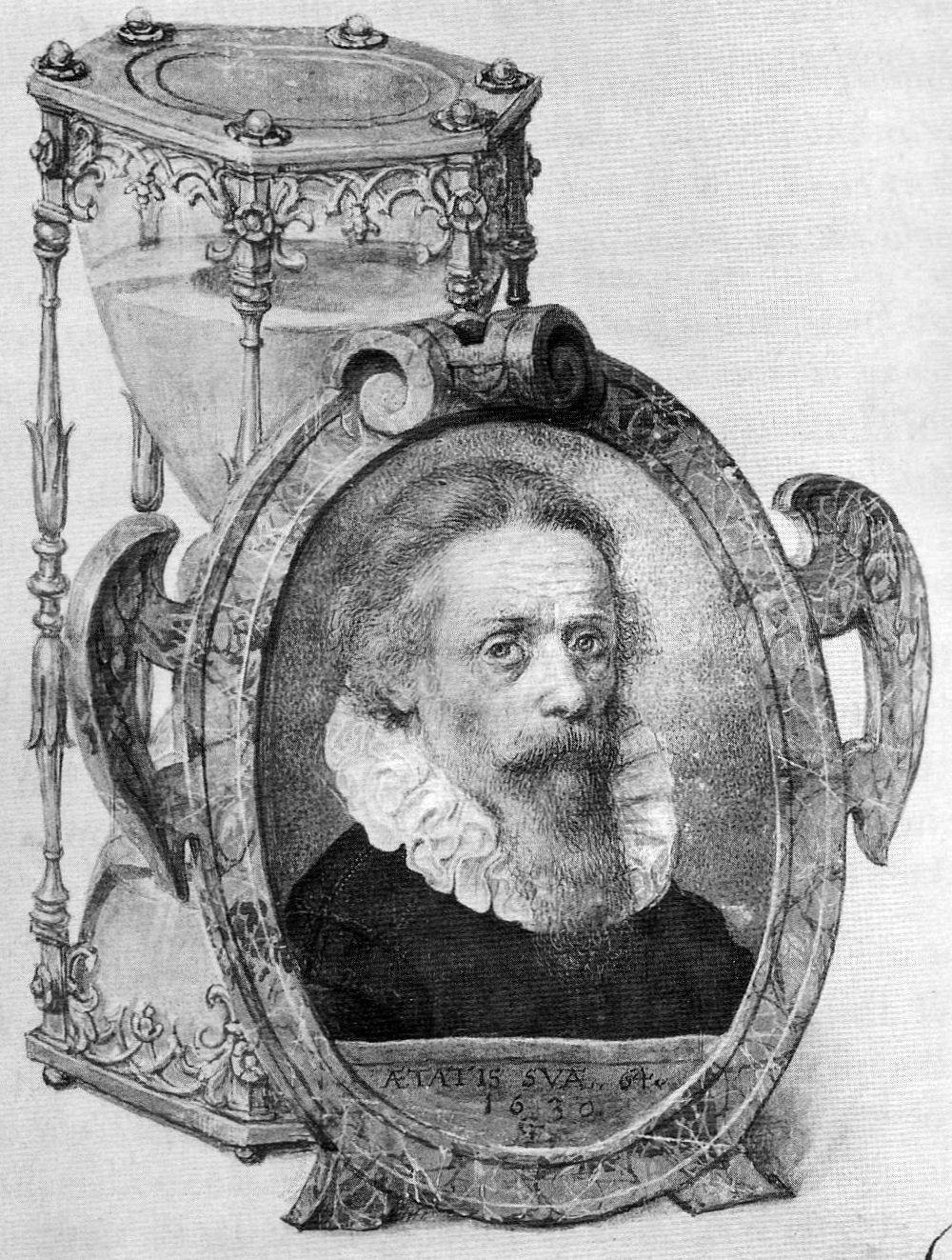
Georg Flegel: Selbstbildnis mit Stundenglas (1630)

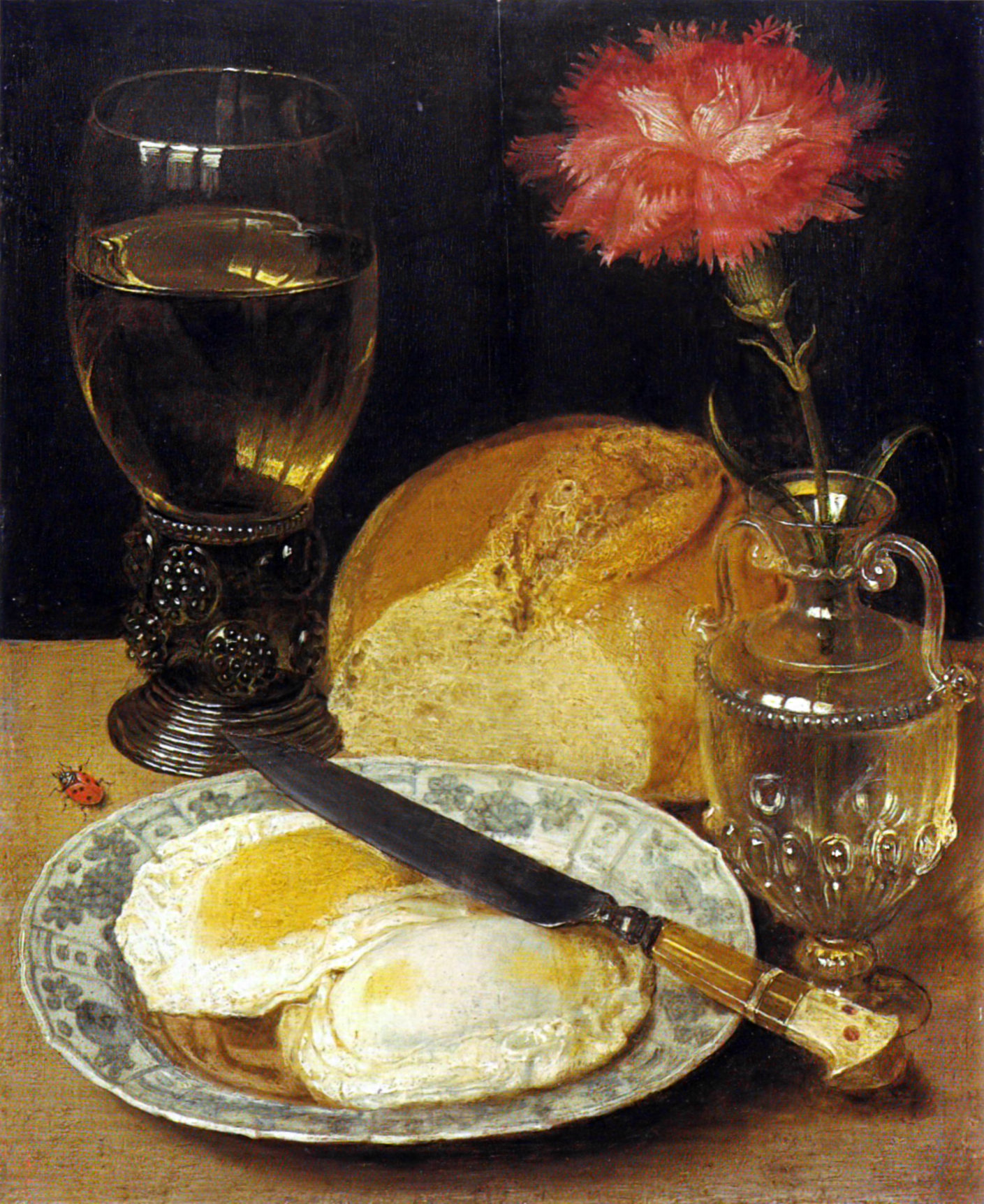
Georg Flegel: Imbiss mit Spiegeleiern

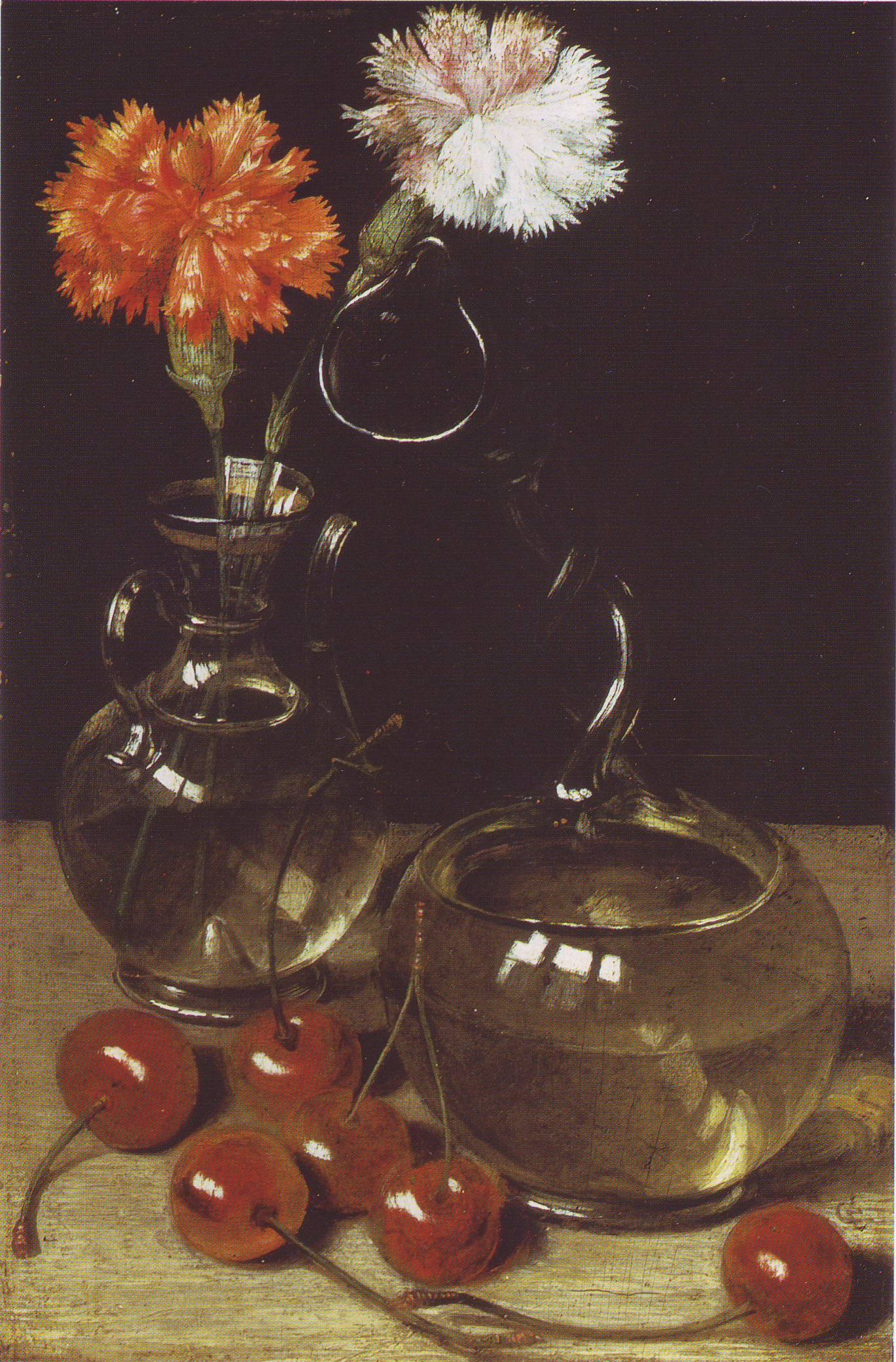
Georg Flegel: Stillleben mit Kuttrolf und Kirschen

Georg Flegel (* 1566 in Olmütz; † 23. März 1638 in Frankfurt am Main) war ein bedeutender Stilllebenmaler des frühen 17. Jahrhunderts.

## Leben und Werk
1566 im mährischen Olmütz vermutlich als Sohn eines Schusters geboren, arbeitete Flegel in einer Zeit, in der sich die Abbildung unbelebter Gegenstände erst langsam aus dem Hintergrund von Porträts und szenischen Darstellungen löste. Flegel malte gleichermaßen Blumen-, Vogel- und Raucherstillleben wie solche von Mahlzeiten, Konfekt und Delikatessen. Auch einige Naturstudien in Aquarell zählen zu seinen Arbeiten.
Ab den 1580er Jahren arbeitete er als „Bildstaffierer“ in der Linzer Werkstatt des niederländischen Malers Lucas van Valckenborch. Seine Aufgabe war es, großformatige Gemälde von Tafelgesellschaften oder Marktszenen mit Früchten, Gemüse und Blumen auszustaffieren. Um 1592/93 verlegte van Valckenborch seine Werkstatt nach Frankfurt am Main, wohin Flegel ihm folgte und bis zu seinem Tod 1638 als selbständiger Maler arbeitete.
Mit Flegel war auch seine Ehefrau Brigitta nach Frankfurt gekommen. Im Jahr 1594 wurde Martin, der erstgeborene Sohn des Paares, getauft. Am 28. April 1597 erhielt Flegel das Bürgerrecht in Frankfurt, was ihm durch ein gutes Zeugnis von van Valckenborch ermöglicht wurde. Um 1600 begann Flegel damit, sich der neuentstehenden Bildgattung des Stilllebens zu widmen. In dieser Gattung behandelte er eine Vielfalt von Themen. Wiederholungen und Motivübernahmen lassen darauf schließen, dass er zuweilen auch nach wirtschaftlichen Aspekten arbeitete. Flegel wurde dabei – im Gegensatz zu seinem Lehrer van Valckenborch – allerdings kein größerer Betrieb mit arbeitsteilig malenden Gesellen und Gehilfen nachgewiesen. Georg Flegels einziger Schüler war der 1614 geborene Jacob Marrel, der später in Utrecht bei Jan Davidszoon de Heem weiterlernte.
Georg Flegel hatte sieben Kinder, die er – ebenso wie seine Frau († vermutlich 1633) – alle überlebte. Zwei seiner Söhne, Friedrich (1596/97–1616) und Jacob († 1623; wahrscheinlich identisch mit Leonhard, * 1602), waren ebenfalls Maler.
Obwohl Sebastian Stoskopff von Flegel in der Anlage der Komposition beeinflusst wurde, ist nicht bekannt, ob er Flegel noch zu Lebzeiten gekannt hatte oder ob er die Werke erst nach Flegels Tod zu Gesicht bekam. Weiterhin scheint der Einfluss „eher sporadisch und nicht von Dauer gewesen zu sein“.
Im Jahr 2009 veröffentlichte die Deutsche Post im Rahmen der Serie Deutsche Malerei eine Briefmarke zu Ehren Flegels. Sie hat einen Nennwert von 45 Cent und wurde von Werner Hans Schmidt gestaltet.

## Literatur

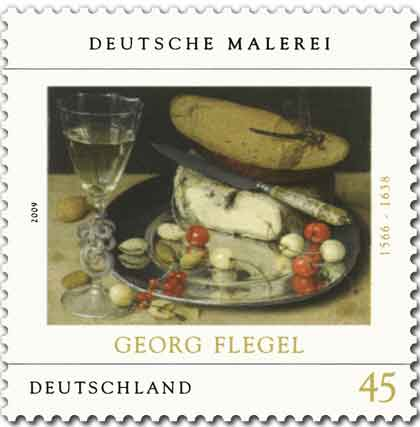
Sondermarke 2009 der Deutschen Post mit dem Bild Stillleben mit Käse und Kirschen